# Байш, Рудольф Кристиан
Рудольф Кристиан Байш (нем. Rudolf Christian Baisch; 20 октября 1903, Бёблинген — 14 декабря 1990, Меттман) — немецкий скульптор, художник и поэт.

## Жизнь и творчество
Первоначально Р. К. Байш учился на лётчика (1918), однако вследствие разразившегося после Первой мировой войны кризиса вынужден был переучиться на зубного врача. В 1937 году он поступает в дюссельдорфскую Академию художеств, где изучает скульптуру. После 1945 работает как свободный художник. Война оставила после себя в памяти художника ощущение «расколотого мира». Он обращается в своих работах к малой пластике — изображениям животных, отлитых в бронзе. Занимался также созданием скульптурных портретов (бюстов). Байш получал многочисленные заказы на свою «звериную скульптуру» — ими украшали парковые зоны, залы конгрессов, правительственные учреждения в Дюссельдорфе, Бонне, Дуйсбурге, Мёнхенгладбахе и других городах. Его фигурки животных ценились также как художественные украшения (по аналогии в японскими нэцкэ) и коллекционировались любителями. Количество отливок его работ обычно не превышало 100 экземпляров.
Стилистически скульптурное творчество Р. К. Байша можно отнести к абстрактному реализму, течению, у истоков которого стояли такие мастера, как Герхард Маркс и Герман Блюменталь. Для своих произведений Байш обычно использовал бронзу, иногда — гипс.
Кроме скульптурных работ, Байш занимался также живописью и графикой, создавал поэтические произведения и афоризмы. Часть из его поэтического наследия была опубликована.
В послевоенные годы и вплоть до середины 1970-х годов Р. К. Байш играл активную роль в культурной жизни Западной Германии, особенно Дюссельдорфа. Был близким другом композитора Тео Крейтена. Байш жил и работал в городе Меттман близ Дюссельдорфа, однако поддерживал постоянные связи с родным Бёблингеном. В 1955 и 1984 годах он проводит там выставки своих работ. В 1972 году в Художественной галерее Дюссельдорфа (Kunsthalle Düsseldorf) прошла большая ретроспективная выставка Р. К. Байша — скульптуры, живописи и графики. В 1980 году он дарит музею Лембрука в Дуйсбурге свою скульптуру «Чувственные» (Die Sinnende (1975)), ставшую последней монументальной работой Р. К. Байша. В 2006 году его работы были выставлены на международной выставке Столетие современной скульптуры в музее Лембрука.

## Художественные работы (избранное)
Малая пластика
- Гуанако, 1948
- Черепаха, 1971
- Медведь, 1976
- Стоящий бегемот

Скульптуры
- Карлроберт Крайтен, бюст
- Беззащитный, статуя, бронза

Полотна
- Эволюция, темпера

Литературные сочинения и иллюстрации
- Wir haben die Leier den Vögeln geschenkt. Hornung, Düsseldorf 1975, o. ISBN. (Schrift: Walter Sauer)
- Zwischen Stern und Meer. Gedichte. Hornung, Düsseldorf 1981, o. ISBN. (Schrift: Walter Sauer)
- Rudolf Christian Baisch. Bd. 3., Aphorismen. Aurel Bongers, Recklinghausen 1980, ISBN 3-7647-0418-7.

## Галерея

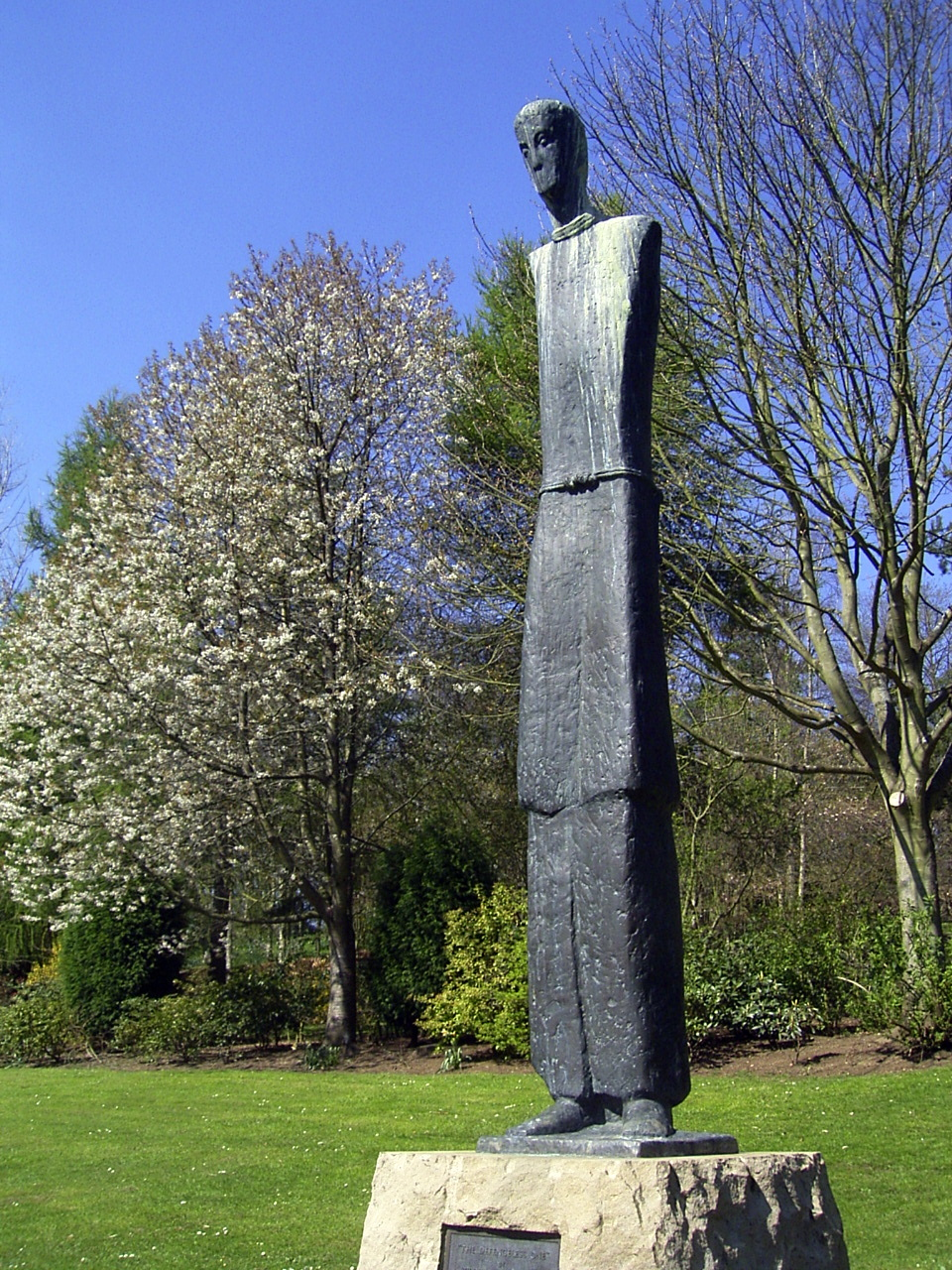
Беззащитный
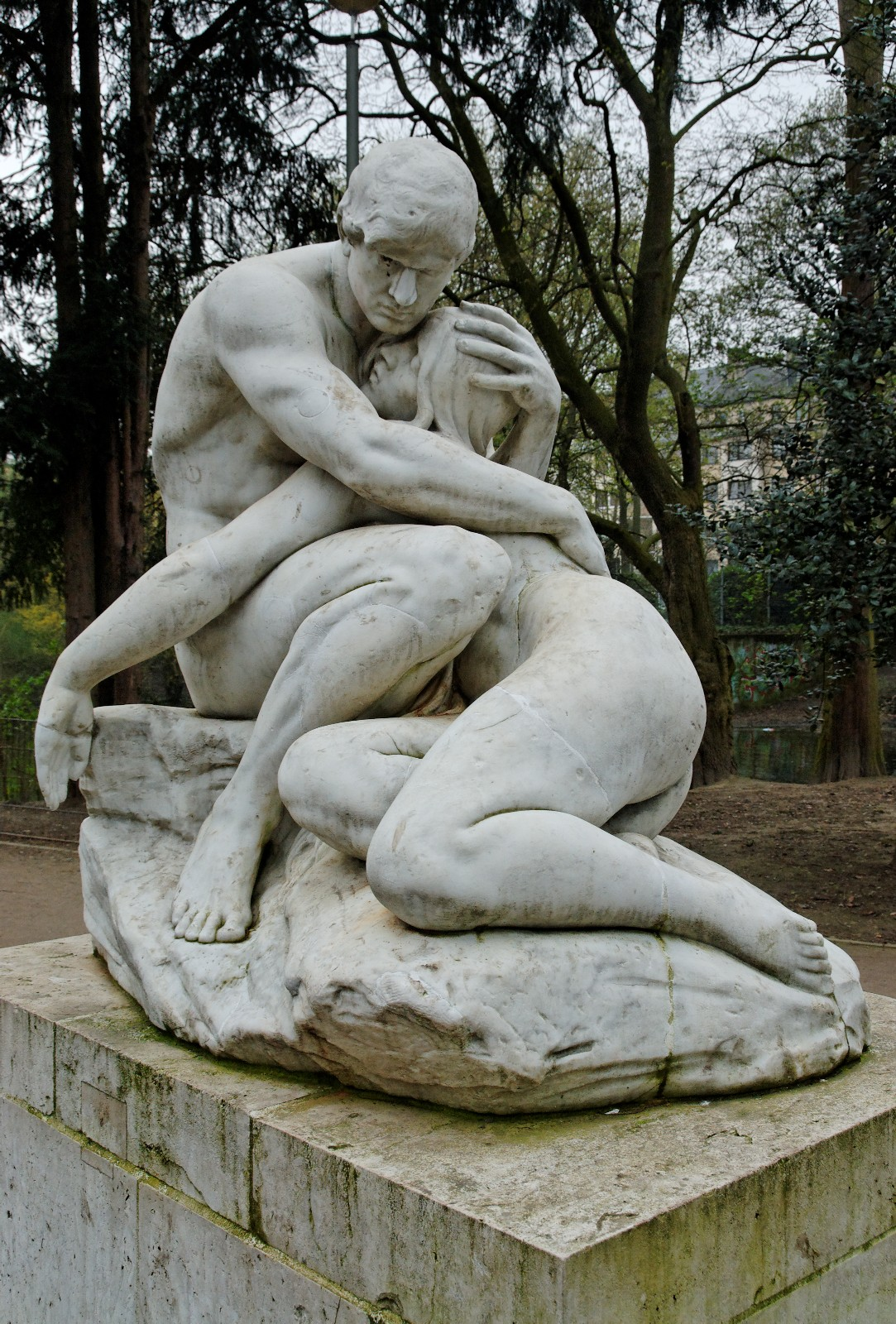
Адам и Ева
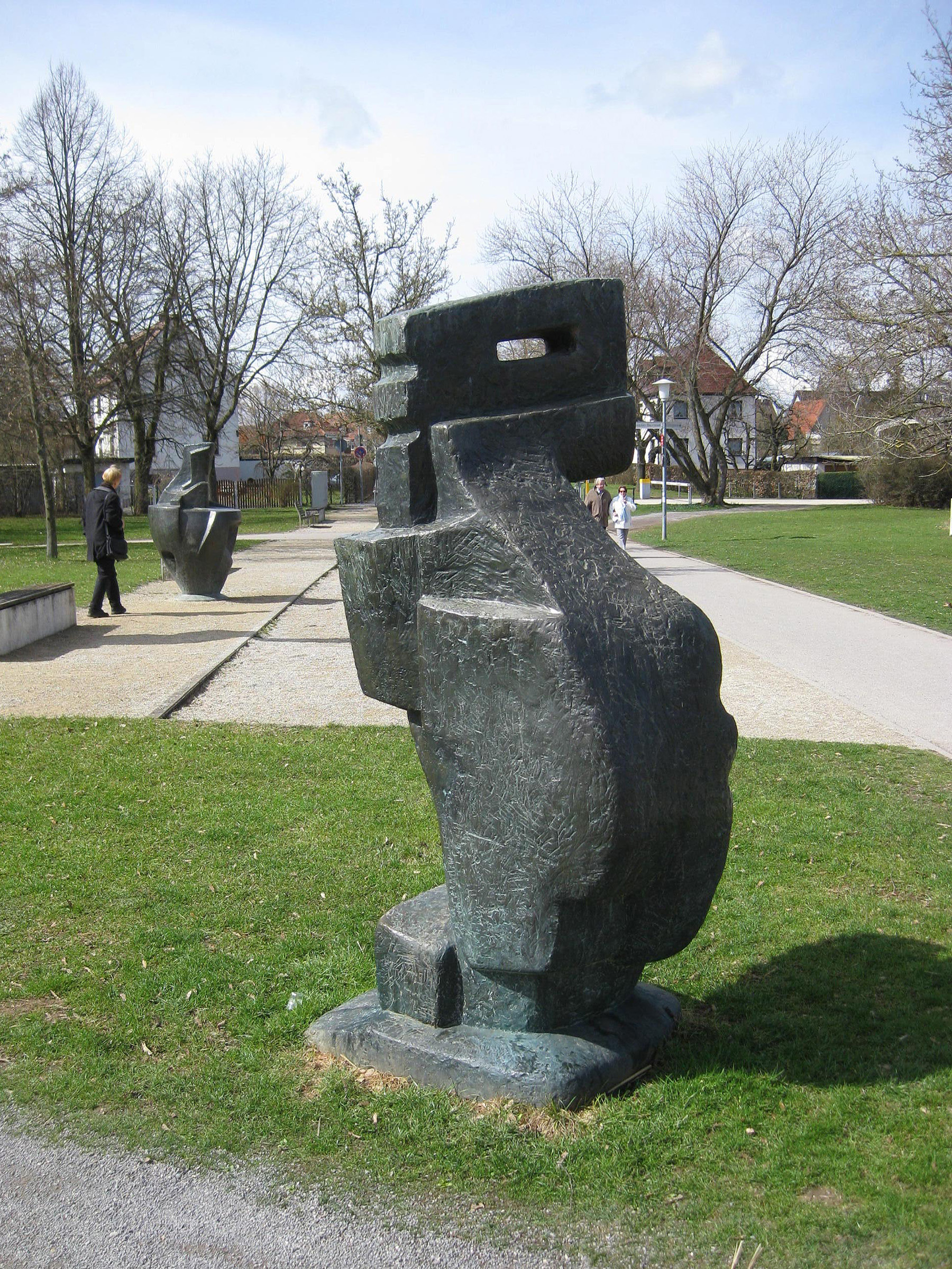
Анималистическое
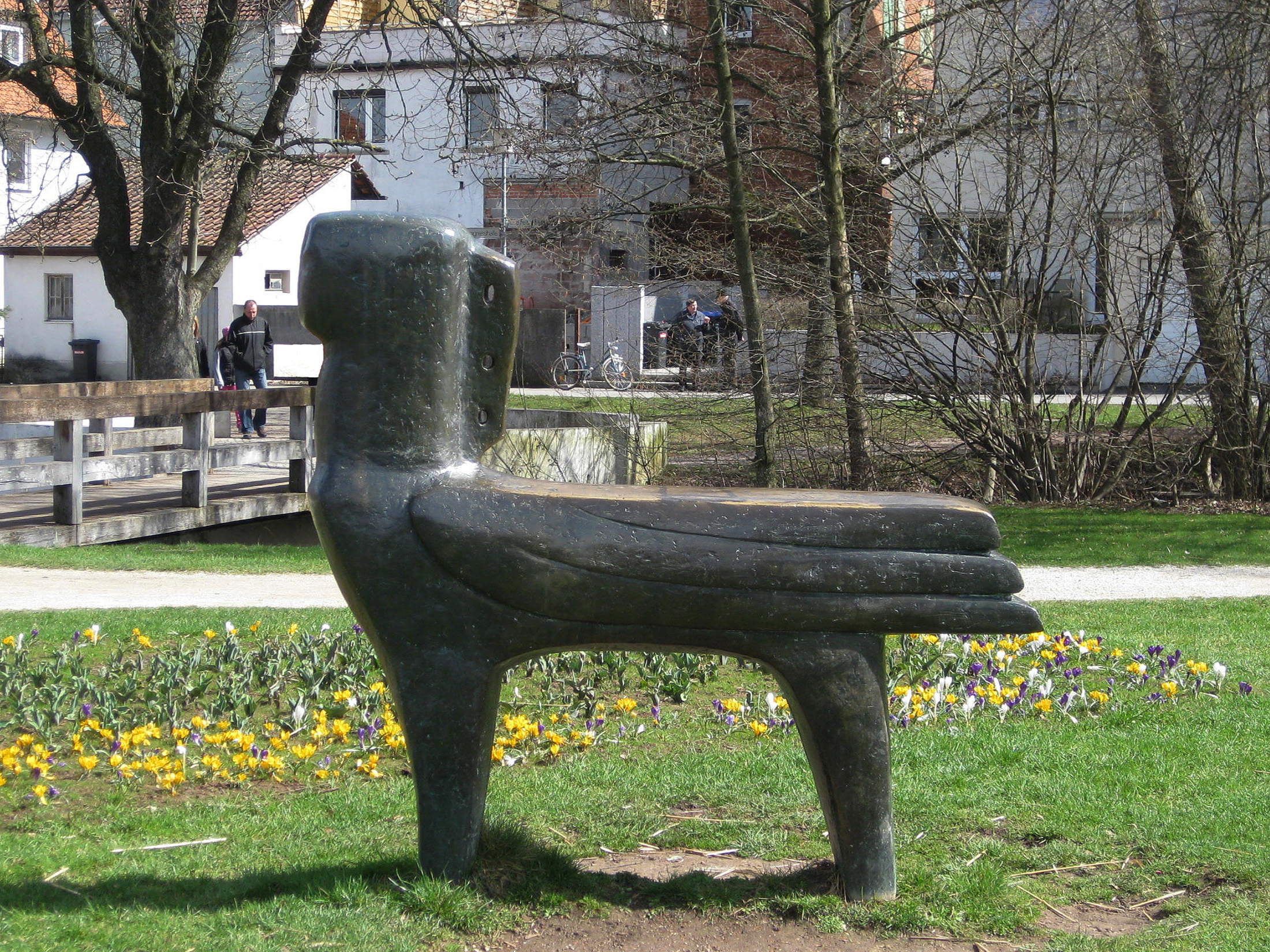
Сфинкс (1984)

Рудольф Кристиан Байш Медведь, 1976
- Малая пластика, бронза и патина   (недоступная ссылка)